# NUPR1
NUPR1‏ (Nuclear protein 1, transcriptional regulator) هوَ بروتين يُشَفر بواسطة جين NUPR1 في الإنسان.